# Герасимово (Псковская область)
Гера́симово — деревня в Невельском районе Псковской области России. Входит в состав сельского поселения «Артёмовская волость».

## География
Находится на берегу Кошелевского озера в 1 версте к югу от деревни Кошелёво.

## Население
Численность населения деревни на конец 2000 года составляла 19 жителей.